# Grundlohn (Steuer)
Grundlohn ist ein Begriff aus dem deutschen Einkommensteuerrecht.
Zum Grundlohn zählen steuerlich
- das monatliche Grundgehalt
- geldwerte Vorteile (beispielsweise ein Dienstwagen)
- Lohnzuschläge, die nicht nach § 3b EStG begünstigt sind
- Beiträge an eine Pensionskasse oder einen Pensionsfonds, wenn sie nach § 3 Nr. 63 EStG steuerfrei sind.

Alle anderen Vergütungsbestandteile wie zum Beispiel
- 13. Gehalt
- Weihnachtsgeld
- Urlaubsgeld
- Überstundenvergütungen
- Zuschlag für Sonntags-, Feiertags- und Nachtarbeit

bleiben bei der Grundlohndefinition ausgeklammert.
Siehe auch:
- Bedingungsloses Grundeinkommen
- Einkommensteuerrecht (Deutschland)